# Mustapha Skandrani
Mustapha Skandrani, (Lower Casbah, Argel; 17 de noviembre de 1920-Argel; 18 de octubre de 2005) fue un pianista argelino, intérprete de música chaâbi. 

## Primeros años
Nacida en 1920, en la Casbah de Argel, en Argelia, la familia de Skandrani era de origen turco y originaria de Iskander, Turquía.  De hecho, su apellido familiar "Skandrani" es un apellido de origen turco utilizado en Argelia por familias de İskenderun.
Creció y estudió hasta obtener el certificado elemental sin problema en la casbah secular. 

## Carrera
Su debut en la radio es con el compositor Rachid Ksentini y su compañera Marie Soussan.  Mahieddine Bachtarzi, una cantante apodada El desierto de Caruso por la prensa francesa, lo descubre y lo compromete a reemplazar a los pianistas israelitas anteriores, luego maestros de piano.  Por lo tanto, realiza una gran gira en Argelia en 1940 con Umm Kulthum, Mahieddine Bachtarzi, Driscar, Mustapha Kateb y otros. A su regreso de la gira, acompañó a todas las estrellas que asistieron a conciertos entre otros Dahmane Ben Achour, El Hadj Menouar y el decano de la música Chaabi El Hadj M'Hamed El Anka. Como conductor de la parte del concierto, Skandrani estuvo presente en 46 creaciones del Teatro Árabe de la Ópera de Argel.
En 1956, el musicólogo El Boudali Safir, que se impuso desde 1943 como director artístico durante 20 largos años, lo asignó a la orquesta moderna y lo instruyó para que reemplazara a El Hadj M'Hamed El Anka en la dirección de la orquesta popular.
También fue solista de la orquesta clásica encargada a Abderrazak Fakhardji, una posición que mantuvo hasta la independencia de Argelia, combinando su negocio de radio con intereses en la televisión emergente.
Desde 1938, Mustapha Skandrani compuso más de 300 composiciones modernas o chaâbi y 187 qasida y ditties incluyendo "Youm El Djemaa", "El Haraz", "Kifechhilti", "Qahoua ou lateye", "A bouya Hnini", A laini filaati. "
De 1966 a 1981, se dedicó a la enseñanza tomando clases en el Conservatorio de Argel. En 1981, Mustapha Skandrani dirigió el conservatorio.
Murió el 8 de octubre de 2005 en su casa de Argel después de una larga y dolorosa enfermedad.  Tenía 85 años.  Está enterrado en el cementerio de Sidi M'hamed. 

## Discografía
- Touchia (1963 EP, Pathé )
- Stikhbar (1965 LP, Pathé )
- Khlassat (1965 LP, Pathé )
- Le Piano Dans La Musique Arabe (Compilación 1992, Artistes Arabes Associés)
- Les Virtuoses (1993 Compilación, Artistes Arabes Associés)